# Elección para gobernador de Nuevo México de 2002
La elección para gobernador de Nuevo México de 2002 tuvo lugar el 5 de noviembre. En las elecciones generales, Bill Richardson (demócrata) fue elegido gobernador con el 55.49% de los votos contra el 39.05% del candidato republicano, John Sánchez. En tercer lugar quedó David Bacon, del Partido Verde.

## Primaria demócrata

### Candidatos
- Bill Richardson, exsecretario de Energía de los Estados Unidos, exembajador de los Estados Unidos ante las Naciones Unidas y exrepresentante de los Estados Unidos

### Resultados
|  | 99.80 % |

|  | 100 % |

## Primaria republicana

### Candidatos
- John Sánchez, representante estatal
- Gilbert S. Baca, representante estatal
- Walter Dwight Bradley, vicegobernador de Nuevo México
- Robert M. Burpo, senador estatal

### Resultados
|  | 58.53 % |

|  | 35.27 % |

|  | 4.10 % |

|  | 2.10 % |

|  | 100 % |

## Resultados
|  | 55.49 % |

|  | 39.05 % |

|  | 5.47 % |

|  | 100 % |

|  | 52.98 % |